# Oncidium bifolium
Oncidium bifolium là một loài phong lan có ở Brasil tới miền bắc Argentina.